# Herbert von Dirksen
Eduard Willy Kurt Herbert von Dirksen (2 de abril de 1882 - 19 de diciembre de 1955) fue un diplomático alemány el último embajador de su país en la Embajada de Alemania en el Reino Unido entre 1938 y 1939 antes de la Segunda Guerra Mundial. En 1936 se unió al Partido Nacionalsocialista Obrero Alemán hasta el año 1945.

## Primeros años
Dirksen nació en una familia recientemente ennoblecida cuyos miembros habían sido funcionarios de Prusia durante generaciones. Su padre fue ennoblecido por el emperador Guillermo I de Alemania en 1887, lo que le permitió agregar el aristocrático von como parte de su apellido. Junto con el ennoblecimiento, recibió una gran propiedad junto al Castillo de Grodziec, en Silesia, como recompensa por sus servicios a la Casa de Hohenzollern. Su padre era un nacionalista conservador que ocupó un escaño en el Reichstag en el partido defensor del antisemitismo. Fue descrito como un «admirador fanático» de Guillermo II de Alemania, a quien visitaba regularmente mientras estaba exiliado en los Países Bajos. La madre de Dirksen provenía de una rica familia de banqueros y alguna vez ayudó a Adolf Hitler, lo que benefició la carrera de Dirksen durante la Alemania nazi. En sus memorias de 1952, Dirksen se jactó de que estaba "orgulloso de mi sangre puramente germánica". La familia Dirksen era una nobleza advenediza, a diferencia de las antiguas familias, se sentían muy inseguros y a partir de los cinco años, Herbert tuvo una estricta educación para dar un "comportamiento ejemplar" que le permitiera ser aceptado por las antiguas familias de la nobleza.
Dirksen había querido ingresar al Ministerio de Relaciones Exteriores, pero su padre le obligó a ingresar en el servicio civil prusiano como preparación para administrar el patrimonio de la familia en Silesia. Como estudiante universitario en Heidelberg, el joven Dirksen se unió con miembros que eran en su mayoría aristócratas, lo que era motivo de considerable orgullo para él. En 1905, se graduó con un título legal de «abogado menor», y en 1907 realizó un viaje alrededor del mundo. Después de su graduación de la universidad, Dirksen se convirtió en oficial de reserva con sede en Potsdam, que solo aceptaba hombres de la aristocracia como oficiales. Después de trabajar como asistente de juez, en 1910, Dirksen realizó un viaje de cuatro meses a Rhodesia, Sudáfrica y África Oriental Alemana (actual Tanzania), donde estaba pensando en establecerse. Durante la Primera Guerra Mundial, Dirksen sirvió en el ejército alemán como teniente y ganó la Cruz de Hierro de Segunda Clase. El historiador estadounidense Carl Emil Schorske describió a Dirksen como un «aristócrata correcto y apropiado con las conexiones correctas», pero también un hombre que era servilmente leal a quienes tenían el poder. Al ingresar al Ministerio de Asuntos Exteriores en 1917, Dirksen sirvió en La Haya (1917), Kiev (1918 a 1919) y Varsovia (1920 a 1921).

## El enemigo de Polonia
En abril de 1920, Dirksen llegó a Varsovia para asumir el cargo de responsable de negocios de la embajada alemana en Varsovia. Como Alemania no tenía embajador permanente en Varsovia, Dirksen, como encargado de negocios, era de hecho el embajador en Polonia. En este puesto, las relaciones de Dirksen con los polacos estuvieron marcadas por la antipatía. En sus memorias, Dirksen escribió que «compartía el profundo sentimiento de superioridad sobre el polaco inherente al alemán». 
En mayo de 1921, un plebiscito para decidir el status de Silesia provocó enfrentamientos entre alemanes y polacos en la Alta Silesia, que contaban con el apoyo de sus respectivos gobiernos nacionales, lo que provocó tensiones en las relaciones entre Berlín y Varsovia. Como alemán que había crecido en Silesia, las simpatías de Dirksen estaban completamente del lado alemán, lo que lo llevó a insistir en que toda Silesia pertenecía a Alemania y que ninguna de las partes de Silesia que votaron para unirse a Polonia podría abandonar el Reich. 
En octubre de 1921, Dirksen dejó Varsovia para dirigir la oficina polaca en la Auswärtiges Amt (Ministerio de Asuntos Exteriores). Desde mayo de 1923 hasta febrero de 1925, Dirksen se desempeñó como cónsul alemán en la Ciudad Libre de Dánzig (actual Gdansk, Polonia). Tras la Conferencia de Paz de París (1919), Polonia se constituyó como país independiente a expensas del territorio alemán, la ciudad había cambiado su estatuto a Ciudad Libre de Dánzig bajo la protección de la Sociedad de las Naciones. La mayoría de la gente de Danzig, deseaba volver a unirse a Alemania, Dirksen desempeñó un papel destacado en la «guerra de los buzones de correos», una larga lucha sobre los buzones de correos de Danzig que debían pintarse de rojo y blanco (los colores de Polonia) o de rojo.
Como jefe de la sub oficina polaca dentro de la Oficina Este en la Auswärtiges Amt, Dirksen desempeñó un papel clave como asistente del ministro de Relaciones Exteriores Gustav Stresemann en la formulación de la política alemana hacia Polonia, y en 1925 Dirksen fue uno de los principales defensores del uso de presión económica para obligar a Polonia a devolver el Corredor polaco y la Alta Silesia si Polonia era "débil", lo que le llevó a sugerir que Alemania junto con las "potencias anglosajonas" debería seguir una estrategia de debilitar la economía polaca para hacer que Polonia sea lo más débil posible militarmente. Su objetivo era debilitar a Polonia tanto económica como militarmente, además de una campaña de desprestigio hacia el país en el ruedo internacional de manera que se viera como una amenaza a la paz de Europa. Con esta política logró evitar los préstamos británicos a Polonia.
Pero era aún más defensor de la guerra con Polonia para recuperar los territorios perdidos. Sin embargo, Alemania no disponía de ejército ni capacidad militar, lo que consternaba mucho a Dirksen que tuvo que aceptar durante estos años la renuncia a la guerra como estrategia para mantener la presencia alemana internacionalmente.

## Embajador en la Unión Soviética

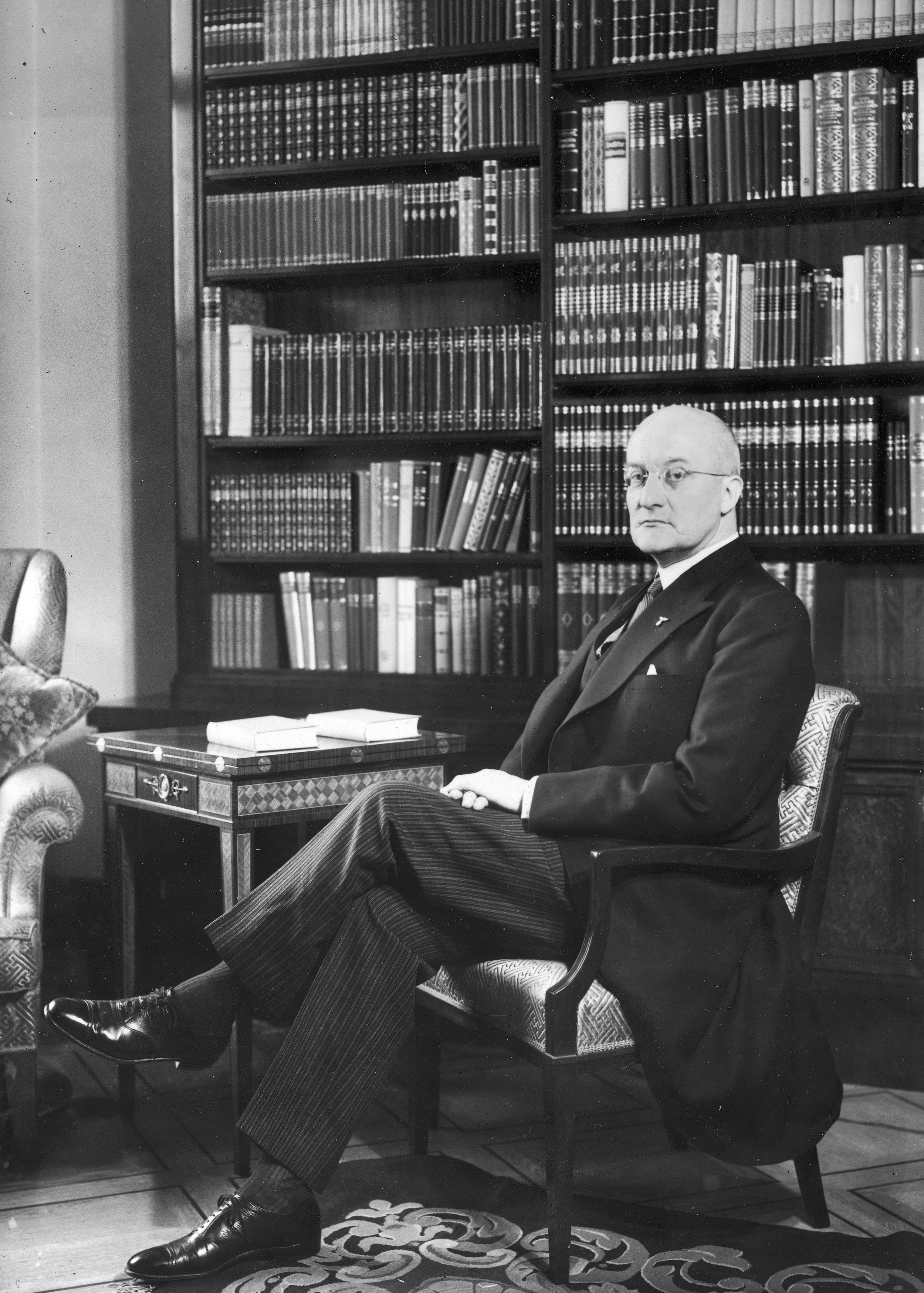
Herbert von Dirksen en la embajada de Alemania en Londres en el Carlton House en 1938.

En 1928, en un importante ascenso, Dirksen se convirtió en director ministerial de la División Este del Ministerio de Asuntos Exteriores. El 28 de enero de 1928, Dirksen asistió a una conferencia secreta en Berlín con el general Werner von Blomberg del Truppenamt (el Estado Mayor disfrazado), que estaba presionando para que se invadiera Polonia ese mismo año; a lo que se opuso Dirksen afirmando que, en las condiciones internacionales actuales, "una guerra germano-polaca sin la intervención de Francia o de las otras potencias" era muy poco probable. Dirksen tuvo que advertir cortésmente a Blomberg que su creencia de que el "espíritu de Locarno" había mejorado las relaciones franco-alemanas hasta tal punto que Francia ignoraría su alianza con Polonia si Alemania invadía este último país era una ilusión. Más tarde, en 1928, el ministro de Asuntos Exteriores Gustav Stresemann nombró a Dirksen embajador de Alemania en la Unión Soviética. En sus memorias, Dirksen escribió que la Unión Soviética y Alemania "compartieron el mismo destino", escribiendo: "Ambos habían sido vencidos en la guerra, ambos estaban siendo tratados como parias por las potencias aliadas. Ambos sentían resentimiento o enemistad hacia su nuevo vecino, Polonia... Ambos estaban convencidos de que un toma y daca era una aventura mutua". Sin embargo, las opiniones de Dirksen hacia los soviéticos eran completamente pragmáticas, ya que continuó escribiendo que, como alemán y, por lo tanto, como "europeo civilizado", solo tenía "desprecio y aborrecimiento" hacia el comunismo y los rusos. Dirksen apoyó los esfuerzos soviéticos para ayudar a Alemania a romper los términos del Tratado de Versalles mediante el desarrollo de armas que Versalles había prohibido a Alemania tener, como tanques y aviones, pero quería que la cooperación militar germano-soviética se mantuviera dentro de sus "límites adecuados". Desde 1926, cuando la cooperación secreta germano-soviética se había hecho pública tras una revelación del periódico The Manchester Guardian, el tema era polémico y había tensado las relaciones con Francia, que no apreciaba que Alemania rompiera Versalles para desarrollar asuntos prohibidos, armas que algún día serían utilizadas contra Francia. Dirksen quería que el desarrollo de armas en la Unión Soviética fuera manejado por empresas privadas alemanas que trabajaran para el Estado alemán en la medida de lo posible, temiendo que más revelaciones sobre el rearme encubierto alemán en la Unión Soviética causarían demasiadas dificultades con los franceses, y obstaculizar los esfuerzos alemanes para que Versalles se revise a su favor. Desde el punto de vista alemán, convencer a Francia de que Alemania no planeaba iniciar otra guerra mundial fue la clave para los esfuerzos por revisar Versalles, y el hecho de que se estuviera llevando a cabo un rearme encubierto en la Unión Soviética no fue útil para esta campaña.
En su primer discurso en Moscú, en enero de 1929, Dirksen elogió el Primer Plan Quinquenal y prometió que Alemania haría todo lo que estuviera a su alcance para ayudar al Estado soviético a lograr los objetivos establecidos por el plan. Las relaciones de Dirksen con el comisario soviético de Asuntos Exteriores Gueorgui Chicherin eran buenas ya que consideraba a Chicherin como proalemán. Sin embargo, en 1930, cuando Maksim Litvínov reemplazó a Chicherin, Dirksen no ocultó su disgusto por Litvinov, a quien acusó de no ser realmente un seguidor de la política germano-soviética como lo había sido Chicherin y, además, era judío. Sin embargo, Dirksen argumentó en sus memorias que las inclinaciones de política exterior "antialemanas" de Litvinov tuvieron poca influencia en Iósif Stalin hasta 1933. En 1930-1931, Dirksen negoció un conjunto de créditos a largo plazo para empresas alemanas dispuestas a vender maquinaria a la Unión Soviética.A pesar de los  mejores esfuerzos de Dirksen, las relaciones germano-soviéticas no se desarrollaron tan bien como él esperaba. Stresemann había utilizado a menudo la amenaza de que Alemania se inclinara hacia el este, hacia la Unión Soviética, como una forma de obtener concesiones de Gran Bretaña y Francia en su campaña para revisar el Tratado de Versalles y, a principios de la década de 1930, los soviéticos se habían cansado de la forma en que los alemanes utilizaron la amenaza de amistad con ellos para sus propios fines. Además, a principios de la década de 1930, las clases medias protestantes alemanas estaban atenazadas por el temor de que el Partido Comunista Alemán utilizaría las grandes masas desempleadas que la Gran Depresión puso a disposición para organizar una revolución, lo que provocó que gran parte de la clase media protestante, comenzando en 1930 para votar nazis como el "partido del orden" aplastaría al marxismo en Alemania. En 1930, el ministro alemán de Asuntos Exteriores, Julius Curtius, advirtió a Dirksen que mientras el Kremlin apoyara al Partido Comunista de Alemania (KPD), y mientras las clases medias alemanas estuvieran obsesionadas con el miedo a una revolución comunista, Curtius se quejaba de que estaba siendo avivada por una campaña histérica en la prensa alemana conservadora que exageró enormemente los peligros de una revolución comunista en Alemania, el Reich tendría que mantener cierta distancia de la Unión Soviética. Además, Curtius señaló que los informes (que eran ciertos) de que los alemanes del Volga estaban sufriendo terriblemente debido a las políticas de colectivización forzada impuestas por el Primer Plan Quinquenal hacían políticamente tóxico para Alemania acercarse demasiado a la Unión Soviética. Dirksen todavía veía a la Unión Soviética como un "contrapeso de Occidente" e instó a Curtius a no dar marcha atrás por completo en un pivote oriental, escribiendo que el principal enemigo seguía siendo Polonia, y que la Unión Soviética era útil como un aliado potencia contra los polos.
Hitler inspiró un feroz amor maternal en mujeres mayores de clase alta, y en la década de 1920 surgió el fenómeno de la "Madre Hitler". Las "madres de Hitler" eran mujeres mayores, invariablemente de un entorno acomodado, que mimaban a Hitler como a un hijo, complaciéndolo con sus tés y chocolates favoritos. La madre de Dirksen se convirtió en una "Madre de Hitler", y abrió un salón donde Hitler podía conocer a todos sus amigos de la clase alta, así como a su hijo, el embajador alemán en la Unión Soviética. A principios de 1933, Dirksen estaba muy preocupado de que la retórica anticomunista de los nazis pudiera dañar el estado relativamente bueno de las relaciones germano-rusas. En respuesta, Bernhard von Bülow, secretario de Estado de la Auswärtiges Amt, trató de tranquilizar a Dirksen: "Los nacionalsocialistas que se enfrentan a la responsabilidad son personas naturalmente diferentes y siguen una política diferente a la que han proclamado previamente. Eso siempre ha sido así y es lo mismo con todas las partes". A pesar de la evaluación de von Bülow, las relaciones germano-soviéticas comenzaron a decaer, lo que dejó a Dirksen muy preocupado. En mayo de 1933, Dirksen tuvo una reunión con Hitler en la que le informó que estaba permitiendo que las relaciones con la Unión Soviética se deterioraran hasta un punto inaceptable. Para gran decepción de Dirksen, Hitler le informó que deseaba un entendimiento antisoviético con Polonia, que según Dirksen implicaba el reconocimiento de la frontera germano-polaca. En agosto de 1933, el primer ministro soviético Viacheslav Mólotov advirtió a Dirksen que el estado de las relaciones germano-soviéticas dependería de cuán amistoso el Reich decidiera ser hacia la Unión Soviética. En septiembre de 1933, se produjo una gran crisis en las relaciones germano-soviéticas cuando los periodistas de Tass que cubrían el juicio del incendio del Reichstag en Leipzig fueron golpeados por las SA, y la respuesta de Hitler a la nota de protesta soviética contra el asalto de los periodistas soviéticos fue amenazar explícitamente con romper relaciones diplomáticas con la Unión Soviética. Después de ser advertido por el Ministerio de Asuntos Exteriores Alemán, el comercio con la Unión Soviética proporcionó a Alemania las materias primas necesarias para el rearme. Hitler tomó ciertas medidas para reducir la tensión con la Unión Soviética y no rompió relaciones diplomáticas con Moscú como estaba considerando hacerlo, pero al mismo tiempo Hitler dejó claro que "un restablecimiento de las relaciones germano-rusas sería imposible". Mientras Dirksen continuaba presionando a Hitler para que se acercara a la Unión Soviética, Hitler decidió nombrarlo su nuevo embajador en Japón.

## Embajador en Japón
En octubre de 1933, se convirtió en embajador de Alemania en Japón. El 18 de octubre de 1933, Dirksen se reunió con Hitler y tuvo la impresión de que Hitler estaba a favor del reconocimiento de Manchukuo. Hitler había conocido a Dirksen en el castillo de Groditzberg, en Silesia. Poco después de su llegada a Tokio, Dirksen se involucró en los esfuerzos de un turbio hombre de negocios alemán, traficante de drogas, miembro del Partido Nazi y amigo de Hermann Göring, Ferdinand Heye, para convertirse en comisionado especial de comercio en Manchukuo. El respaldo de Dirksen a los esquemas de Heye para un monopolio de la soja en Manchuria y su defensa del reconocimiento alemán de Manchukuo lo puso en conflicto con su superior, el ministro de Relaciones Exteriores, el barón Konstantin von Neurath, quien prefería relaciones más estrechas con China que con Japón. La cuestión del reconocimiento de Manchukuo fue una prueba de fuego para las relaciones tanto con Japón como con China que con Manchukuo y, por lo tanto, reconocer a Manchukuo dañaría las relaciones de Alemania con China. El 18 de diciembre de 1933, los japoneses invitaron a Dirksen a visitar Manchukuo para reunirse con el emperador Puyi, invitación que Dirksen quiso acoger, pero la proyectada visita a Manchukuo fue vetada por Neurath. En cambio, Dirksen envió a su consejero económico a Manchukuo para reunirse con Puyi, una reunión que fue interpretada ampliamente como una indicación de que Alemania pronto reconocería a Manchukuo, lo que provocó furiosas protestas de China.
Después del cabildeo de Dirksen, Ferdinand Heye fue designado por Hitler para ser comisionado comercial especial en Manchukuo y se le otorgó la autoridad para negociar un acuerdo comercial con Manchukuo, pero Hitler en un comunicado negó que el reconocimiento de Manchukuo fuera inminente. Neurath informó a Dirksen que la política alemana no era reconocer a Manchukuo sino buscar cualquier ventaja comercial que pudiera obtenerse. A principios de 1934, el propio Dirksen entró en conflicto con Heye por los intentos de este último de asegurarse no sólo un monopolio de la soja, sino todos los negocios alemanes en Manchuria. A pesar del revés causado por el asunto Heye, Dirksen continuó su línea pro-japonesa al declarar su simpatía por los planes de Japón para la Esfera de Coprosperidad de la Gran Asia Oriental, a cambio de lo cual esperaba que se permitiera a las corporaciones alemanas desempeñar un papel destacado. Los partidarios de una política pro-china en la Auswärtiges Amt a menudo respondieron a Dirksen que Japón tendía a excluir a todas las corporaciones extranjeras del funcionamiento, lo que los llevó a dudar de las afirmaciones de Dirksen de que Alemania se beneficiaría de la Gran Esfera de Coprosperidad de Asia Oriental.

## Embajador ante la Corte de St. James
A principios de 1938, como parte del Escándalo Blomberg-Fritsch que vio a Hitler reforzar su control del aparato militar y de política exterior, Joachim von Ribbentrop, el embajador en Londres, fue nombrado nuevo ministro de Relaciones Exteriores. Además de obligar al ministro de Guerra, el mariscal de campo Werner von Blomberg , a retirarse y despedir al comandante del ejército, el general Werner von Fritsch, también fueron despedidos varios generales y diplomáticos de alto rango, lo que Dirksen aprovechó para pedir nuevo puesto. Dirksen fue recompensado al ser nombrado embajador alemán en Londres para reemplazar a Ribbentrop. El 4 de febrero de 1938, también se produjo el despido del conde Ulrich von Hassell como embajador de Alemania en Italia y, durante un tiempo, se creyó ampliamente que Dirksen sería enviado a Roma para reemplazar a Hassell. El plan original de Hitler era trasladar a Franz von Papen, el embajador alemán en Austria, a España, mientras que el barón Eberhard von Stohrer, el embajador alemán en España, debía ir a Londres para reemplazar a Ribbentrop. Así las cosas, la crisis que condujo al Anschluss rompió antes de que Papen pudiera ir a Burgos (la capital de la España nacionalista), lo que le obligó a permanecer en Viena, y Hitler decidió mantener a Stohrer, que había demostrado que podía llevarse bien con el irritable general Franco, en Burgos. La Embajada de Alemania en la Corte de St. James era una de las "grandes embajadas" tradicionales operadas por el Auswartiges Amt, hoy Ministerio Federal de Asuntos Exteriores (Alemania), y ser nombrado embajador de Alemania en el Reino Unido fue un gran ascenso para Dirksen, quien ahora tenía una de las embajadas más prestigiosas que había que tener dentro del Ministerio Federal. Entre 1938-1939, fue embajador alemán en la Corte de St. James, siendo nombrado el 7 de abril de 1938. Las relaciones de Dirksen con su superior, el ministro de Asuntos Exteriores Joachim von Ribbentrop, eran muy malas. Dirksen despreciaba a Ribbentrop como "una figura malsana y medio cómica". El 3 de mayo de 1938, Dirksen presentó su acreditación al rey Jorge VI del Reino Unido en el Palacio de Buckingham y se convirtió formalmente en embajador de Alemania en la corte de St. James. Después de llegar a Londres, Dirksen le dijo al vizconde Astor que el discurso del primer ministro británico Neville Chamberlain pronunciado después del Anschluss había "cerrado la puerta" a más conversaciones anglo-alemanas para una resolución de los problemas de Europa. Dirksen advirtió que el gabinete de Chamberlain "sin lugar a duda" iría a la guerra si se percibía que Alemania amenazaba el equilibrio de poder en Europa.